# 유포 (피륙)

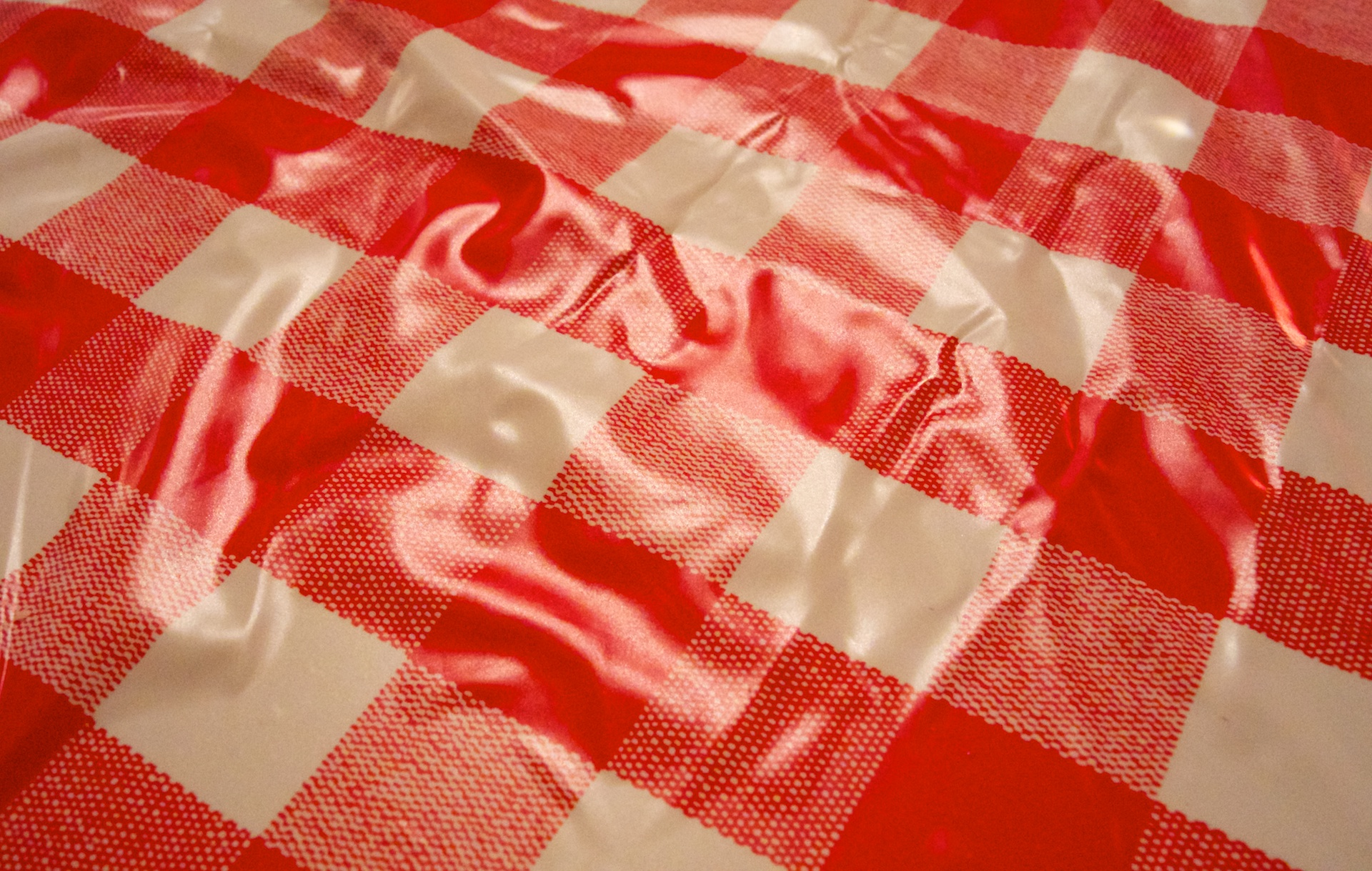

유포(油布, oilcloth)는 촘촘하게 짠 코튼덕이나 아마포를 끓인 아마인유로 코팅해서 방수되도록 만든 것이다. 식탁보로 주로 쓰였다.